# Ричленд (округ, Монтана)
Шаблон:StateAbbr_ 47°47′ пн. ш. 104°34′ зх. д. / 47.79° пн. ш. 104.56° зх. д.
Округ  Ричленд (англ. Richland County) — округ (графство) у штаті  Монтана, США. Ідентифікатор округу 30083.

## Історія
Округ утворений 1914 року.

## Демографія
За даними перепису 
2000 року 
загальне населення округу становило 9667 осіб, зокрема міського населення було 5253, а сільського — 4414.
Серед мешканців округу чоловіків було 4801, а жінок — 4866. В окрузі було 3878 домогосподарств, 2653 родин, які мешкали в 4557 будинках.
Середній розмір родини становив 3,04.
Віковий розподіл населення поданий у таблиці:
| Стать    | До 15 років | 15-21 | 22-29 | 30-39 | 40-49 | 50-65 | 65-85 | Понад 85 |
| -------- | ----------- | ----- | ----- | ----- | ----- | ----- | ----- | -------- |
| Чоловіки | 1096        | 491   | 362   | 606   | 844   | 775   | 557   | 70       |
| Жінки    | 1015        | 447   | 319   | 623   | 801   | 784   | 765   | 112      |

## Суміжні округи
- Рузвельт — північ
- Вільямс, Північна Дакота — північний схід
- Маккензі, Північна Дакота — схід
- Вайбо — південь
- Доусон — південний захід
- Маккоун — захід

## Виноски
1. ↑  US Decennial Census. US Census Bureau. Архів оригіналу за 26 квітня 2015. Процитовано 29 листопада 2014.
2. ↑  Historical Census Browser. University of Virginia Library. Архів оригіналу за 11 серпня 2012. Процитовано 29 листопада 2014.
3. ↑  Population of Counties by Decennial Census: 1900 to 1990. US Census Bureau. Архів оригіналу за 22 вересня 2018. Процитовано 29 листопада 2014.
4. ↑  Census 2000 PHC-T-4. Ranking Tables for Counties: 1990 and 2000 (PDF). US Census Bureau. Архів оригіналу (PDF) за 18 грудня 2014. Процитовано 29 листопада 2014.
5. ↑  State & County QuickFacts. US Census Bureau. Архів оригіналу за 17 липня 2011. Процитовано 16 вересня 2013.(англ.) Наведено за англійською вікіпедією.
6. ↑  American FactFinder. Бюро перепису населення США. Архів оригіналу за 26 лютого 2012. Процитовано 31 січня 2008.

| США | Це незавершена стаття з географії США. Ви можете допомогти проєкту, виправивши або дописавши її. |